# Denmark Open 1993
Die Denmark Open 1993 waren eines der Top-10-Turniere des Jahres im Badminton in Europa. Sie fanden vom 14. bis zum 17. Oktober 1993 in Højbjerg, Aarhus, statt.

## Sieger und Platzierte
| Disziplin    | Gold                               | Silber                          | Bronze                                    |
| ------------ | ---------------------------------- | ------------------------------- | ----------------------------------------- |
| Herreneinzel | Poul-Erik Høyer Larsen             | Jens Olsson                     | Darren Hall                               |
| Herreneinzel | Poul-Erik Høyer Larsen             | Jens Olsson                     | Thomas Stuer-Lauridsen                    |
| Dameneinzel  | Ye Zhaoying                        | Liu Yuhong                      | Joanne Muggeridge                         |
| Dameneinzel  | Ye Zhaoying                        | Liu Yuhong                      | Camilla Martin                            |
| Herrendoppel | Jon Holst-Christensen Thomas Lund  | Jim Laugesen Henrik Svarrer     | Peter Axelsson Pär-Gunnar Jönsson         |
| Herrendoppel | Jon Holst-Christensen Thomas Lund  | Jim Laugesen Henrik Svarrer     | Jiang Xin Yu Qi                           |
| Damendoppel  | Lotte Olsen Lisbet Stuer-Lauridsen | Tokiko Hirota Yuko Koike        | Finarsih Lili Tampi                       |
| Damendoppel  | Lotte Olsen Lisbet Stuer-Lauridsen | Tokiko Hirota Yuko Koike        | Marlene Thomsen Anne Mette van Dijk       |
| Mixed        | Thomas Lund Catrine Bengtsson      | Jan-Eric Antonsson Astrid Crabo | Jon Holst-Christensen Pernille Nedergaard |
| Mixed        | Thomas Lund Catrine Bengtsson      | Jan-Eric Antonsson Astrid Crabo | Pär-Gunnar Jönsson Maria Bengtsson        |

## Finalresultate
| Disziplin    | Sieger                             | Finalist                        | Ergebnis    |
| ------------ | ---------------------------------- | ------------------------------- | ----------- |
| Herreneinzel | Poul-Erik Høyer Larsen             | Jens Olsson                     | 15-11, 15-2 |
| Dameneinzel  | Ye Zhaoying                        | Liu Yuhong                      | 11-8, 11-1  |
| Herrendoppel | Thomas Lund Jon Holst-Christensen  | Henrik Svarrer Jim Laugesen     | 15-5, 15-5  |
| Damendoppel  | Lisbet Stuer-Lauridsen Lotte Olsen | Tokiko Hirota Yuko Koike        | 15–4, 15–2  |
| Mixed        | Thomas Lund Catrine Bengtsson      | Jan-Eric Antonsson Astrid Crabo | 15–4, 15–4  |

## Ergebnisse

### Herreneinzel
- Henrik Aastrom –  Hans Sperre: 18-15 / 15-3
- Torben Carlsen –  Peter Bush: 15-9 / 15-5
- Henrik Bengtsson –  Michael Søgaard: 15-9 / 18-14
- Jacob Østergaard –  Søren Bach: 15-8 / 17-15
- Kenneth Jonassen –  Johnny Sørensen: 15-10 / 15-7
- Dong Jiong –  Allan Lind: 15-7 / 15-5
- Peter Knowles –  Niels Christian Kaldau: 15-7 / 15-12
- Henrik Sørensen –  Hideaki Motoyama: 15-11 / 15-5
- Claus Simonsen –  Hasse Rasmussen: 15-1 / 15-3
- Chris Bruil –  Dharma Gunawi: 15-2 / 15-1
- Erik Lia –  Yasumasa Tsujita: 15-7 / 15-4
- Søren B. Nielsen –  Peter Janum: 15-5 / 15-5
- Thomas Johansson –  Zhu Jianwen: 14-17 / 15-11 / 15-8
- Oliver Pongratz –  Martin Lundgaard Hansen: 7-15 / 15-4 / 15-8
- Michael Kjeldsen –  Jesper Olsson: 15-11 / 15-7
- Lars Peter Hermansen –  Thomas Søgaard: 18-17 / 15-11 / 15-8
- Thomas Stuer-Lauridsen –  Jeroen van Dijk: 15-4 / 15-9
- Torben Carlsen –  Henrik Aastrom: 15-11 / 15-4
- Hu Zhilang –  Anders Nielsen: 15-12 / 7-15 / 18-15
- Henrik Bengtsson –  Jacob Østergaard: 15-8 / 7-15 / 15-7
- Jens Olsson –  Jacek Hankiewicz: 15-7 / 15-0
- Kenneth Jonassen –  Dong Jiong: 15-9 / 7-15 / 18-15
- Peter Espersen –  Robert Liljequist: 15-2 / 15-2
- Henrik Sørensen –  Peter Knowles: 17-15 / 15-4
- Chris Bruil –  Claus Simonsen: 15-9 / 15-1
- Darren Hall –  Rikard Magnusson: 15-10 / 15-3
- Søren B. Nielsen –  Erik Lia: 15-9 / 15-3
- Liu Jun –  Steve Isaac: 15-1 / 15-10
- Thomas Johansson –  Oliver Pongratz: 18-16 / 18-17
- Yong Hock Kin –  Thomas Madsen: 15-14 / 15-13
- Lars Peter Hermansen –  Michael Kjeldsen: 15-13 / 1-0
- Poul-Erik Høyer Larsen –  Jan Jørgensen: 15-5 / 15-0
- Thomas Stuer-Lauridsen –  Torben Carlsen: 15-4 / 15-6
- Hu Zhilang –  Henrik Bengtsson: 15-7 / 15-10
- Jens Olsson –  Kenneth Jonassen: 15-9 / 15-12
- Peter Espersen –  Henrik Sørensen: 15-7 / 15-4
- Darren Hall –  Chris Bruil: 15-5 / 9-2
- Søren B. Nielsen –  Liu Jun: 15-3 / 11-15 / 15-1
- Thomas Johansson –  Yong Hock Kin: 15-7 / 15-7
- Poul-Erik Høyer Larsen –  Lars Peter Hermansen: 15-8 / 15-3
- Thomas Stuer-Lauridsen –  Hu Zhilang: 15-4 / 15-11
- Jens Olsson –  Peter Espersen: 15-7 / 15-12
- Darren Hall –  Søren B. Nielsen: 15-11 / 18-14
- Poul-Erik Høyer Larsen –  Thomas Johansson: 15-6 / 17-14
- Jens Olsson –  Thomas Stuer-Lauridsen: 8-15 / 15-12 / 15-6
- Poul-Erik Høyer Larsen –  Darren Hall: 15-5 / 1-0 ret.
- Poul-Erik Høyer Larsen –  Jens Olsson: 15-11 / 15-2

### Dameneinzel Qualifikation
- He Tian Tang –  Majken Vange: 11-4 / 11-2
- Pernille Strom –  Karin Ericsson: 9-11 / 11-7 / 11-8
- Lotta Andersson –  Tracy Hutchinson: 11-0 / 11-1
- Rikke Olsen –  Sissel Linderoth: 11-0 / 11-0
- He Tian Tang –  Tove Hol: 11-4 / 11-0
- Camilla Wright –  Karin Janum: 11-8 / 12-10
- Michelle Rasmussen –  Lotta Andersson: 11-4 / 11-9
- Rikke Olsen –  Nicole Grether: 11-4 / 11-0

### Dameneinzel
- Ye Zhaoying –  Kazue Kanai: 11-5 / 11-4
- Pernille Strom –  Tanja Berg: 11-3 / 12-11
- Christine Magnusson –  Alison Humby: 11-3 / 11-6
- Mette Pedersen –  Zarinah Abdullah: 11-6 / 12-9
- Camilla Martin –  Gitte Sommer: 11-1 / 11-3
- Zhang Ning –  Suzanne Louis-Lane: 5-11 / 11-2 / 11-3
- Shen Lianfeng –  Lotte Thomsen: 11-6 / 11-3
- Astrid Crabo –  He Tian Tang: 12-10 / 11-8
- Catrine Bengtsson –  Mette Sørensen: 7-11 / 11-1 / 11-4
- Pernille Nedergaard –  Marina Yakusheva: 11-6 / 11-4
- Aiko Miyamura –  Maiken Mørk: 11-7 / 11-3
- Zhang Ning –  Rikke Olsen: 11-3 / 11-0
- Joanne Muggeridge –  Anne Søndergaard: 11-6 / 8-11 / 11-8
- Julie Bradbury –  Tang Jieyun: 11-7 / 12-11
- Lone Sørensen –  Lin Hojland: 11-6 / 11-6
- Liu Yuhong –  Tanya Woodward: w.o.
- Ye Zhaoying –  Pernille Strom: 11-3 / 11-4
- Christine Magnusson –  Mette Pedersen: 11-5 / 11-7
- Camilla Martin –  Zhang Ning: 11-0 / 11-1
- Shen Lianfeng –  Astrid Crabo: 11-1 / 11-7
- Pernille Nedergaard –  Catrine Bengtsson: 11-1 / 6-11 / 11-4
- Liu Yuhong –  Aiko Miyamura: 11-8 / 11-2
- Joanne Muggeridge –  Zhang Ning: 11-9 / 11-1
- Lone Sørensen –  Julie Bradbury: 12-11 / 11-8
- Ye Zhaoying –  Christine Magnusson: 11-1 / 11-7
- Camilla Martin –  Shen Lianfeng: 11-1 / 11-4
- Liu Yuhong –  Pernille Nedergaard: 12-11 / 11-6
- Joanne Muggeridge –  Lone Sørensen: 11-6 / 11-1
- Ye Zhaoying –  Camilla Martin: 12-9 / 12-9
- Liu Yuhong –  Joanne Muggeridge: 5-11 / 11-6 / 11-1
- Ye Zhaoying –  Liu Yuhong: 11-8 / 11-1

### Herrendoppel Qualifikation
- Henrik Aastrom /  Morten Sandal –  Niels Kristensen /  John Laursen: 15-7 / 15-13
- Hideaki Motoyama /  Kusamao Suzuki –  Lars Norskov /  Jesper Thomsen: 15-12 / 15-6
- Christian Fisher /  Rikard Rönnblom –  Martin Kjøbsted /  Allan Lind: 15-7 / 14-17 / 15-5
- Henrik Sørensen /  Flemming Thomsen –  Hideaki Motoyama /  Kusamao Suzuki: 17-15 / 15-6

### Herrendoppel
- Claus Olsen /  Claus Simonsen –  Peter Christensen /  Jesper Poulsen: 5-15 / 15-11 / 15-6
- Max Gandrup /  Stellan Österberg –  Akihiro Imai /  Yasumasa Tsujita: 15-3 / 15-1
- Chris Hunt /  Nick Ponting –  Deng Lei /  Liang Qing: 15-2 / 15-4
- Jim Laugesen /  Henrik Svarrer –  Erik Lia /  Trond Wåland: 15-9 / 15-11
- Peter Axelsson /  Pär-Gunnar Jönsson –  Ron Michels /  Quinten van Dalm: 17-16 / 15-7
- Huang Zhanzhong /  Liu Di –  Thomas Damgaard /  András Piliszky: 15-11 / 15-3
- Yap Yee Guan /  Yap Yee Hup –  Frederik Linquist /  Janek Roos: 15-1 / 15-9
- Jens Eriksen /  Christian Jakobsen –  Christian Fisher /  Rikard Rönnblom: 15-5 / 15-7
- Dharma Gunawi /  Jacek Hankiewicz –  Henrik Hyldgaard /  Peter Poulsen: 8-15 / 17-16 / 15-7
- Jan-Eric Antonsson /  Mikael Rosén –  Thomas Madsen /  Johnny Sørensen: 15-10 / 15-12
- Jesper Hermansen /  Kenneth Jonassen –  Henrik Aastrom /  Morten Sandal: 15-9 / 17-16
- Jon Holst-Christensen /  Thomas Lund –  Henrik From /  Lars Peter Hermansen: 15-2 / 15-2
- Jan Paulsen /  Thomas Stavngaard –  Kai Mitteldorf /  Uwe Ossenbrink: 15-6 / 15-5
- Jiang Xin /  Ricky Yu Qi –  Henrik Sørensen /  Flemming Thomsen: 15-7 / 15-5
- Søren Bach /  Thomas Søgaard –  Jesper Knudsen /  Lars Pedersen: 13-4 / 1-0
- Cheah Soon Kit /  Soo Beng Kiang –  Robert Larsson /  Rikard Magnusson: 15-7 / 17-14
- Max Gandrup /  Stellan Österberg –  Claus Olsen /  Claus Simonsen: 15-10 / 15-8
- Jim Laugesen /  Henrik Svarrer –  Chris Hunt /  Nick Ponting: 15-12 / 15-11
- Peter Axelsson /  Pär-Gunnar Jönsson –  Huang Zhanzhong /  Liu Di: 15-2 / 15-4
- Jens Eriksen /  Christian Jakobsen –  Yap Yee Guan /  Yap Yee Hup: 15-6 / 15-9
- Jan-Eric Antonsson /  Mikael Rosén –  Dharma Gunawi /  Jacek Hankiewicz: 15-6 / 15-3
- Jon Holst-Christensen /  Thomas Lund –  Jesper Hermansen /  Kenneth Jonassen: 15-1 / 17-14
- Jiang Xin /  Ricky Yu Qi –  Jan Paulsen /  Thomas Stavngaard: 15-9 / 15-13
- Cheah Soon Kit /  Soo Beng Kiang –  Søren Bach /  Thomas Søgaard: 15-4 / 15-5
- Jim Laugesen /  Henrik Svarrer –  Max Gandrup /  Stellan Österberg: 15-2 / 15-10
- Peter Axelsson /  Pär-Gunnar Jönsson –  Jens Eriksen /  Christian Jakobsen: 8-15 / 18-16 / 15-8
- Jon Holst-Christensen /  Thomas Lund –  Jan-Eric Antonsson /  Mikael Rosén: 15-4 / 15-10
- Jiang Xin /  Ricky Yu Qi –  Cheah Soon Kit /  Soo Beng Kiang: 5-15 / 15-10 / 18-15
- Jim Laugesen /  Henrik Svarrer –  Peter Axelsson /  Pär-Gunnar Jönsson: 7-15 / 15-11 / 18-14
- Jon Holst-Christensen /  Thomas Lund –  Jiang Xin /  Ricky Yu Qi: 15-4 / 15-6
- Jon Holst-Christensen /  Thomas Lund –  Jim Laugesen /  Henrik Svarrer: 15-5 / 15-5

### Damendoppel Qualifikation
- Ann Jørgensen /  Sara Runesten-Petersen –  Gitte Jansson /  Majken Vange: 13-18 / 15-7 / 15-7
- Gitte Sommer /  Karin Steffensen –  Yasuko Hayashi /  Kazue Kanai: 15-5 / 15-4
- Marianne Friis /  Mette Pedersen –  Maiken Mørk /  Pernille Strom: 15-8 / 15-3
- Ann Jørgensen /  Sara Runesten-Petersen –  Ingrid Pedersen /  Mette Sørensen: 15-9 / 15-10
- Gitte Sommer /  Karin Steffensen –  Karin Janum /  Dorte Ledet: 15-10 / 15-7
- Marianne Friis /  Mette Pedersen –  Tove Hol /  Camilla Wright: 15-5 / 15-3

### Damendoppel
- Anne Søndergaard /  Lotte Thomsen –  Gitte Sommer /  Karin Steffensen: 15-12 / 15-10
- He Tian Tang /  Yuan Yali –  Alison Humby /  Suzanne Louis-Lane: 15-5 / 15-11
- Marlene Thomsen /  Anne Mette Bille –  Nicole Grether /  Katrin Schmidt: 15-6 / 15-8
- Grace Peng Yun /  Zhou Yu –  Maria Bengtsson /  Joanne Muggeridge: 15-10 / 15-12
- Haruko Matsuda /  Aiko Miyamura –  Ann Jørgensen /  Sara Runesten-Petersen: 15-10 / 15-2
- Marianne Friis /  Mette Pedersen –  Lotta Andersson /  Margit Borg: 15-7 / 7-15 / 15-11
- Chen Ying /  Wu Yuhong –  Helene Kirkegaard /  Rikke Olsen: 15-3 / 15-11
- Julie Bradbury /  Gillian Gowers –  Marina Andrievskaia /  Marina Yakusheva: 15-6 / 15-6
- Tokiko Hirota /  Yuko Koike –  Christine Magnusson /  S. Herawati: 15-6 / 15-11
- He Tian Tang /  Yuan Yali –  Anne Søndergaard /  Lotte Thomsen: 15-8 / 7-15 / 15-11
- Joanne Goode /  Zhang Ning –  Trine Pedersen /  Lone Sørensen: 15-10 / 15-4
- Marlene Thomsen /  Anne Mette Bille –  Grace Peng Yun /  Zhou Yu: 15-10 / 15-2
- Haruko Matsuda /  Aiko Miyamura –  Marianne Friis /  Mette Pedersen: 15-5 / 15-6
- Lotte Olsen /  Lisbet Stuer-Lauridsen –  Erica van den Heuvel /  Nicole van Hooren: 15-5 / 15-4
- Chen Ying /  Wu Yuhong –  Julie Bradbury /  Gillian Gowers: 15-11 / 17-18 / 15-7
- Finarsih /  Lili Tampi –  Tanja Berg /  Charlotte Madsen: 15-7 / 15-7
- Tokiko Hirota /  Yuko Koike –  He Tian Tang /  Yuan Yali: 15-5 / 15-1
- Marlene Thomsen /  Anne Mette Bille –  Joanne Goode /  Zhang Ning: 15-9 / 3-15 / 17-15
- Lotte Olsen /  Lisbet Stuer-Lauridsen –  Haruko Matsuda /  Aiko Miyamura: 15-9 / 15-7
- Finarsih /  Lili Tampi –  Chen Ying /  Wu Yuhong: 15-8 / 15-1
- Tokiko Hirota /  Yuko Koike –  Marlene Thomsen /  Anne Mette Bille: 5-15 / 15-8 / 17-14
- Lotte Olsen /  Lisbet Stuer-Lauridsen –  Finarsih /  Lili Tampi: 15-12 / 17-16
- Lotte Olsen /  Lisbet Stuer-Lauridsen –  Tokiko Hirota /  Yuko Koike: 15-4 / 15-2

### Mixed
- Liang Qing /  Grace Peng Yun –  Lars Pedersen /  Charlotte Madsen: 15-5 / 6-15 / 15-11
- Chris Hunt /  Joanne Goode –  Jiang Xin /  Zhang Jin: 15-11 / 13-15 / 18-14
- Christian Jakobsen /  Marlene Thomsen –  Thomas Damgaard /  Trine Pedersen: 15-3 / 15-3
- Jan-Eric Antonsson /  Astrid Crabo –  Deng Lei /  Zhou Yu: 15-7 / 15-12
- Jan Paulsen /  Lotte Olsen –  Paulus Firman /  S. Herawati: 15-3 / 15-2
- Jon Holst-Christensen /  Pernille Nedergaard –  Kai Mitteldorf /  Katrin Schmidt: 15-12 / 15-11
- Ron Michels /  Erica van den Heuvel –  Robert Larsson /  Margit Borg: 15-9 / 2-15 / 15-12
- Jens Eriksen /  Anne Mette Bille –  Julian Robertson /  Suzanne Louis-Lane: w.o.
- Thomas Lund /  Catrine Bengtsson –  Hu Zhilang /  Tang Jieyun: 15-10 / 15-3
- Jens Eriksen /  Anne Mette Bille –  Liang Qing /  Grace Peng Yun: 15-4 / 14-18 / 18-17
- Pär-Gunnar Jönsson /  Maria Bengtsson –  Quinten van Dalm /  Nicole van Hooren: 15-10 / 15-8
- Christian Jakobsen /  Marlene Thomsen –  Chris Hunt /  Joanne Goode: 18-17 / 15-8
- Jan-Eric Antonsson /  Astrid Crabo –  Jan Paulsen /  Lotte Olsen: 8-15 / 17-14 / 15-11
- Nick Ponting /  Joanne Davies –  Morten Sandal /  Rikke Broen: 11-15 / 15-4 / 15-12
- Jon Holst-Christensen /  Pernille Nedergaard –  Ron Michels /  Erica van den Heuvel: 14-17 / 15-6 / 15-12
- Peter Axelsson /  Gillian Gowers –  Yasumasa Tsujita /  Yuko Koike: 15-6 / 15-1
- Thomas Lund /  Catrine Bengtsson –  Jens Eriksen /  Anne Mette Bille: 15-8 / 15-7
- Pär-Gunnar Jönsson /  Maria Bengtsson –  Christian Jakobsen /  Marlene Thomsen: 12-15 / 15-12 / 15-5
- Jan-Eric Antonsson /  Astrid Crabo –  Nick Ponting /  Joanne Davies: 15-11 / 15-8
- Jon Holst-Christensen /  Pernille Nedergaard –  Peter Axelsson /  Gillian Gowers: 15-3 / 15-7
- Thomas Lund /  Catrine Bengtsson –  Pär-Gunnar Jönsson /  Maria Bengtsson: 15-12 / 15-0
- Jan-Eric Antonsson /  Astrid Crabo –  Jon Holst-Christensen /  Pernille Nedergaard: 15-13 / 15-11
- Thomas Lund /  Catrine Bengtsson –  Jan-Eric Antonsson /  Astrid Crabo: 15-4 / 15-4